# Etama
Etama est un village du Sénégal situé en Basse-Casamance. Il fait partie de la communauté rurale d'Enampore, dans l'arrondissement de Nyassia, le département de Ziguinchor, et la région de Ziguinchor.
Lors du dernier recensement (2002), la localité comptait 71 habitants et 10 ménages.